# Evert Nyberg

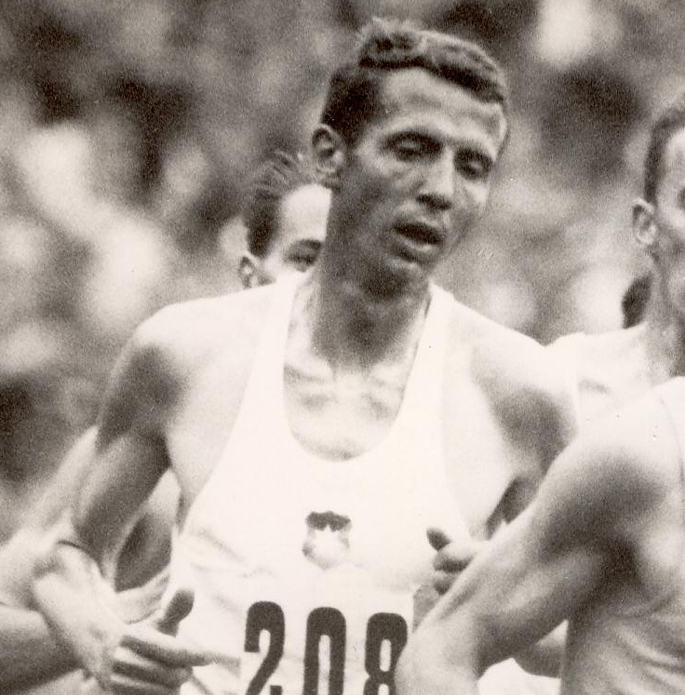
Evert Nyberg bei den Schwedischen Meisterschaften 1956

Evert Nyberg (John Evert Nyberg; * 28. Februar 1925 in Göteborg; † 17. August 2000 ebd.) war ein schwedischer Langstreckenläufer.
Über 5000 m gewann er bei den Leichtathletik-Europameisterschaften 1946 in Oslo Bronze. Bei den Olympischen Spielen 1948 in London erreichte er im Finale über diese Distanz nicht das Ziel.
1955 wurde er Schwedischer Meister im Marathon. Danach siegte er in 2:25:40 h beim Košice-Marathon und wurde Achter beim Fukuoka-Marathon. 1956 kam er in Košice in 2:28:26 h auf den 15. Platz und wurde Achter beim Marathon der Olympischen Spiele in Melbourne in 2:31:12 h.
Im Jahr darauf wurde er erneut Schwedischer Meister mit seiner persönlichen Bestzeit von 2:25:08 h. Beim Marathon der Olympischen Spiele 1960 in Rom belegte er den 58. Platz.
1961 wurde er Nordischer Marathon-Vizemeister in 2:26:37 h. 1962 wurde er Schwedischer Marathonmeister und kam beim Marathon der EM in Belgrad auf den 18. Platz. 1963 verteidigte er seinen nationalen Meistertitel.
Sechsmal wurde er Schwedischer Meister im 25- bzw. 30-km-Straßenlauf (1955–1957, 1960–1962), viermal im Marathon (1955, 1957, 1962, 1963), je zweimal über 5000 m (1946, 1956) und im Crosslauf auf der Kurzstrecke (1955, 1957) sowie je einmal über 10.000 m (1955) und im Crosslauf auf der Langstrecke (1950).

## Persönliche Bestzeiten
- 5000 m: 14:23,2 min, 23. August 1946, Oslo
- 10.000 m: 29:33,4 min, 9. Oktober 1955, Budapest
- Marathon: 2:25:08 h, 13. Juli 1957, Arboga